# Купянская городская община
Купянская городская община (укр. Куп'янська міська громада) — территориальная община в Купянском районе Харьковской области Украины. Административный центр — город Купянск.

## География
Площадь — 148,4 км², население — 56 283 человек (по данным на 2020 год). Большая часть населения — городское, 54572 человек, сельское население 1711 человек. Находится в восточной части области, граничит с Шевченковской, Кондрашовской, Петропавловской и Куриловской общинами. Через территорию общины проходит железнодорожная линия.  От центра общины города Купянск до обласного цетра города Харьков  — 120 км.

## История
Образована 12 июня 2020 года, включила в себя территории Купянского городского совета, Купянск-Узлового поселкового совета, Осиновского сельского совета и Пристенского сельского совета Купянского района Харьковской области. Первые выборы городского совета и головы состоялись 25 октября 2020 года.

## Населённые пункты
В состав общины входят 1 город (Купянск), 2 поселка городского типа (Ковшаровка, Купянск-Узловой) и 9 сел (Болдыревка, Осадьковка, Осиново, Пойдуновка, Пристен, Прокоповка, Сенек, Стенка, Тамаргановка).

## Транспорт

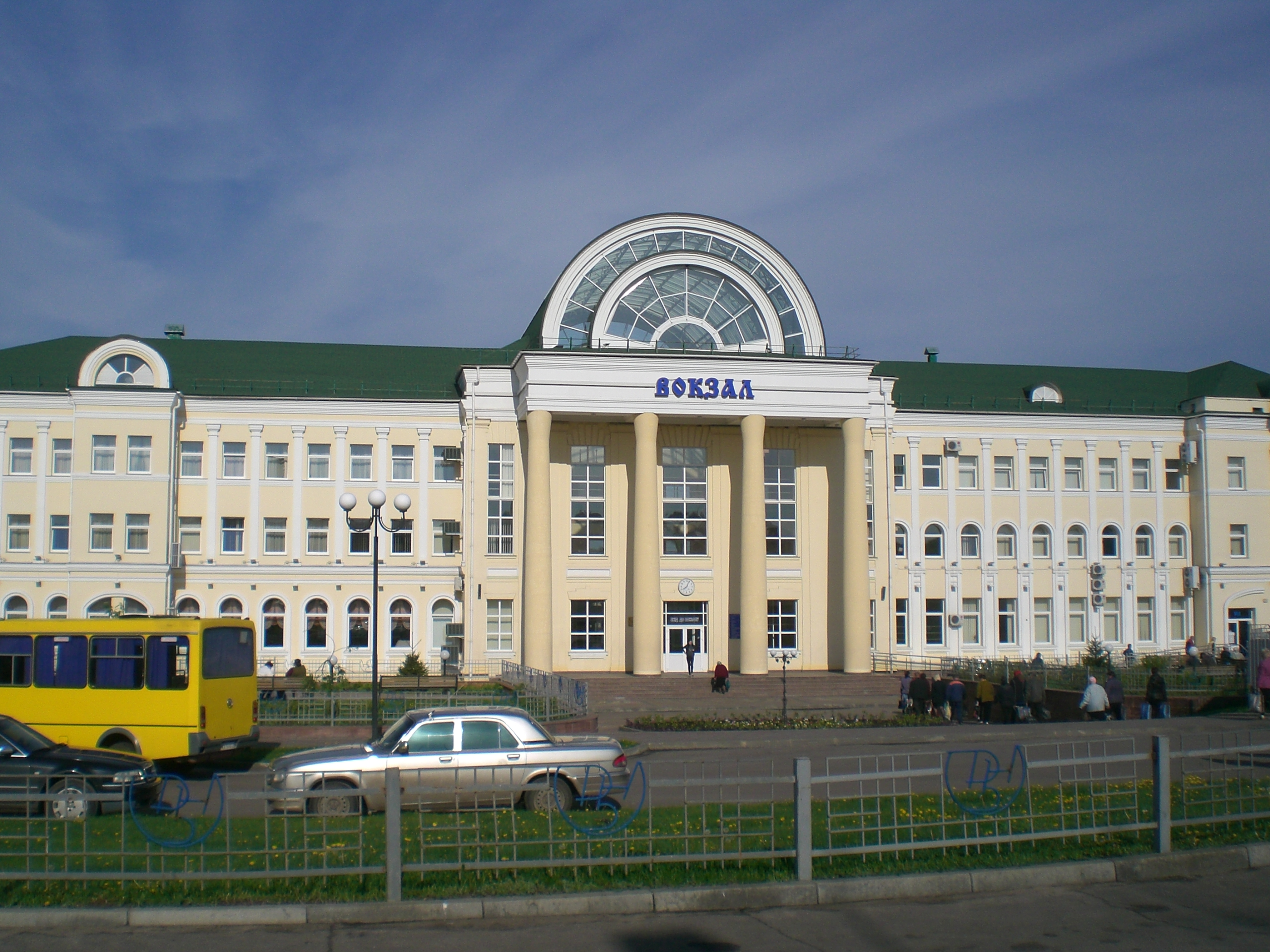
Вокзал Купянск-Узловой. один из крупнейших жд узлов общины

Через район (в границах до 2020 года) проходят 5 железных дорог: Купянск — Волчанск, Купянск — Харьков, Купянск — Валуйки, Купянск — Сватово, Купянск — Святогорск. Харьков — Луганск. С станциями в общине — Кооптах, Купянск-Южный, Эстакадный, Оскол, Заосколье, Оливинное, Парк Восточного Прибытия, Купянск-Сортировочный, Заборовка, Купянск-Узловой, 134 км, Осиновое, 130 км, Прокоповка, 127 км, Осадьковка.
Также через район проходит автодорога регионального значения P-07, которая начинается в городе Чугуев, далее пролегает через населённые пункты Шевченково, Купянск, Сватово, Старобельск, Беловодск и заканчивается в посёлке Меловое Луганской области. Затем автодорога следует к российской дороге международного значения M-4.
1. 1 2  Куп'янська міська громада. Портал «Децентралізація». Дата обращения: 18 февраля 2023. Архивировано 29 октября 2020 года.
2. 1 2  Про визначення адміністративних центрів та затвердження територій територіальних громад Харківської області. Кабінет Міністрів України. Дата обращения: 18 февраля 2023. Архивировано 18 февраля 2023 года.
3. ↑  Центральна виборча комісія. Місцеві вибори 2020. Багатомандатні виборчі округи. Харківська область. Багатомандатний виборчий округ з виборів депутатів Куп'янської міської ради. Центральна виборча комісія України - WWW відображення ІАС "Місцеві вибори 2020". Дата обращения: 18 февраля 2023. Архивировано 29 октября 2020 года.